# 阮文偉
阮文偉（發音：[ŋwiən˦ˀ˥ van˧˧ vi˧˧]；1916年1月16日—1981年），前越南共和國軍隊陸軍中將。出身法國軍隊在越南北部開設的軍校。他曾被國長保大任命爲越南國軍總參謀長。是越南國時期為數不多的被封將的軍官之一。他還擔任過越南共和國第二軍軍長。後來，他從政，並被任命為越南共和國政府的國防部長。

## 生平
阮文偉1916年1月16日出生於河內一個中產階級家庭。因爲阮文偉的父親是一位爲法國人服務的官員，他得以進入阿爾貝·薩羅中學學習。
1975年430事件之後，阮文偉也被新政府傳喚，以進行集中改造。但這時他身患重病，不得不扛著擔架到明命大學舍（Đại học xá Minh Mạng），並在這裏被關押到1975年底。後來在軟禁中被送往聖保羅醫院接受治療。1979年，馬賽爾·比雅爾訪問河內期間，進行了干涉，因此阮文偉得以被遣往法國接受治療。但他的病情越來越嚴重，1981年，在法國貝京軍醫院去世，享年65歲。

## 榮譽
- 越南共和國勳章
  - 一等保國勳章
  - 其他軍事和獎勵勳章
- 外國勳章
  - 法國榮譽軍團勳章騎士勳位（法國）
  - 戰爭配星（法國政府在海外戰場獎勵）
  - 戰傷配星

## 外部鏈接
- Saigon's 'scapegoat general'? （页面存档备份，存于）